# Atentado contra el puesto de Hausa de 1975
El atentado contra el puesto de Hausa fue un atentado terrorista del Frente de Liberación Unificado (FLU),  que tuvo lugar el 2 de agosto de 1975 en Hausa, Sahara español.

## Ataque
Tuvo lugar en la noche del 2 al 3 de agosto de 1975 por un comando de unos 40 hombres del FLU, grupo terrorista creado por Marruecos, de manera simultánea y con técnicas de guerrilla sobre fuerte de Corregiendos y el fuerte Nuevo de Hausa. Sucedió dentro de las circunstancias geopolíticas que amenazaban la soberanía española del Sahara, que culminaron en invasión de Marruecos de noviembre de ese año. El ataque fracasó por la presencia inesperada de la 3ª compañía de la IX Bandera del 4º Tercio de la Legión, estacionada en el puesto de Hausa de camino a Edchera. Uno de los ataques tuvo lugar en el fuerte de Corregiendos con ráfagas de kalashnikov sobre dos vehículos Land Rover, uno de ellos con cañón, en el que resultó muerto el cabo Joaquín Ibarz Catalán de la Bandera Ortiz de Zárate III.ª de Paracaidistas. El segundo ataque simultáneo tuvo lugar contra el fuerte Nuevo, que comprendía el Puesto de Gobierno y la Policía Territorial, donde se encontraba el capitán Carlos Blond Álvarez del Manzano y resto de mandos de la 3º Compañía. Al mismo tiempo, un tercer ataque consistió en ráfagas de ametralladora y fusiles entre los dos primeros objetivos. El comando, en su retirada, lazó granadas de mano y descargas de ametralladoras, fusiles y lanzagranadas que impactaron sobre vehículos, barracones y las cúpulas del fuerte.

## Víctimas
Cabo 1º Caballero Legionario Paracaidista Joaquín Ibarz Catalán de 23 años y natural de Mequinenza, que fue recompensado a título póstumo con la Cruz del Mérito Militar con distintivo rojo.

## Consecuencias
La acción fue silenciada por los medios de comunicación del tardofranquismo ante la perspectiva de la firma en noviembre de ese mismo año del Acuerdo de Madrid. El FLU continuó sus atentados, causando más de ocho víctimas hasta octubre de 1975. Años después llegó la disculpa de la diplomacia marroquí por la muerte del cabo Ibarz.